# Jake Clemons
Jacob Aaron Clemons (Carolina del Sud, 27 febbraio 1980) è un sassofonista, cantautore e polistrumentista statunitense.
Nipote di Clarence Clemons, storico sassofonista della E Street Band scomparso nel 2011, ha preso il posto dello zio nel gruppo di supporto di Bruce Springsteen a partire dal 2012 per il Wrecking Ball World Tour, prima come membro della sezione di fiati, corista e percussionista, e poi, dalla tournée del 2016, come unico sassofonista.

## Biografia
Clemons suona diversi strumenti oltre al sassofono e si dedica all'attività di compositore e cantante. Ha frequentato la Virginia Governor's School for the Arts dove ha studiato improvvisazione jazz. Prima di entrare nel gruppo di Springsteen, preferiva farsi chiamare pubblicamente Jake Christian, utilizzando il cognome della madre. Negli anni ha suonato con Eddie Vedder, Glen Hansard, The Swell Season e The Roots. Nel 2013 ha pubblicato il suo primo EP intitolato Embracing Light.

## Tournée con Bruce Springsteen and the E Street Band
- Wrecking Ball World Tour (2012–2013)
- High Hopes Tour (2014)
- The River Tour 2016 (2016)
- Springsteen and E Street Band 2023 Tour (2023)

## Discografia
- 2013 – Embracing Light, EP

### Con Bruce Springsteen
- 2014 – Bruce Springsteen, High Hopes, CD, Columbia Records
- 2015 – Bruce Springsteen and the E Street Band, Ippodromo delle Capannelle, Rome 2013, download digitale, live.brucespringsteen.net, registrato dal vivo; distribuito come parte delle Bruce Springsteen Archive Series